# فرانك جود (لاعب كرة قاعدة)
فرانك جود (بالإنجليزية: Frank Jude)‏ هو لاعب كرة قاعدة أمريكي، ولد في 11 نوفمبر 1884 في Libby, Minnesota ‏ في الولايات المتحدة، وتوفي في 4 مايو 1961 في براونزفيل في الولايات المتحدة.

## وصلات خارجية
- فرانك جود على موقعبيزبول رفرنس.كوم (الدوري الرئيسي) (الإنجليزية)
- فرانك جود على موقعبيزبول رفرنس.كوم (الدوري الثانوي) (الإنجليزية)